# Bersz
Bersz, sekret, sandacz bersz, sandacz wołżański (Sander volgensis) – gatunek ryby z rodziny okoniowatych.

## Występowanie
Północna część zlewisk mórz Czarnego i Kaspijskiego.

## Opis
Osiąga 45 cm długości i 1,5 kg masy ciała. Ciało wydłużone, wrzecionowate. Głowa stosunkowo mała, pokrywy skrzelowe pokryte łuskami, w szczęce wszystkie zęby jednakowej wielkości. Wzdłuż linii bocznej 70–83 łuski. Na bokach ciała 5–7 poprzecznych smug nigdy nie rozlewających się w plamy.

## Odżywianie
Młode osobniki zjadają zooplankton i faunę denną. Dorosłe żywią się przede wszystkim rybami a także bezkręgowcami wodnymi i owadami opadającymi na wodę. Żeruje przez cały rok, nawet zimą.

## Rozród
Dojrzewa płciowo w 3–4 roku życia. Trze się w kwietniu i maju w miejscach o mulistym dnie, przy temperaturze wody od 12 do 15° C. Kleistą ikrę składa między kamieniami i łodygami roślin.